# IBM
A International Business Machines Corporation (usando a marca registrada IBM), é uma empresa multinacional americana de tecnologia.
A empresa é uma das poucas na área de tecnologia da informação (TI) com uma história contínua que remonta ao século XIX. A IBM fabrica e vende hardware e software, oferece serviços de infraestrutura, serviços de hospedagem e serviços de consultoria nas áreas que vão desde computadores de grande porte até a nanotecnologia. Foi apelidada de "Big Blue" por adotar o azul como sua cor corporativa oficial, em português "Grande Azul".
Com mais de 398 455 colaboradores em todo o mundo, a IBM é a maior empresa da área de TI no mundo. A IBM detém mais patentes do que qualquer outra empresa americana baseada em tecnologia e tem 15 laboratórios de pesquisa no mundo inteiro. A empresa possui cientistas, engenheiros, consultores e profissionais de vendas em mais de 150 países. Funcionários da IBM já ganharam cinco prêmios Nobel, quatro Prêmios Turing (conhecido como o Nobel da computação), dentre vários outros prêmios.

## História
Herman Hollerith, um inventor de diversas máquinas elétricas para a soma e contagem de dados que eram representados sob a forma de fitas de papel perfuradas. Através dessas perfurações, os dados que elas representavam podiam ser computados de uma forma rápida e automática, através de circuitos elétricos. Com esse processo, os Estados Unidos puderam acompanhar de perto o crescimento de sua população. Os resultados do censo de 1890 foram fornecidos três anos depois, economizando-se vários anos de trabalho.
Em 1896, Hollerith criou a Tabulating Machine Company e introduziu inovações em sua descoberta: a fita de papel foi substituída por cartões. Estes viriam a ser o elemento básico das máquinas IBM de processamento de dados de algumas décadas atrás. Já em 1911, duas outras companhias, a  International Time Recording Co. (de registradores mecânicos de tempo) e a Computing Cale Co. (de instrumentos de aferição de peso) uniram-se a ela, por sugestão do negociante e banqueiro Charles R. Flint, formando-se então a Computing Tabulating Recording Co. (CTR).
Três anos mais tarde, em 1914, Thomas J. Watson (líder industrial que foi um dos homens mais ricos do seu tempo) assumiu a presidência da organização e estabeleceu normas de trabalho absolutamente inovadoras para a época. Naquele tempo, a CTR contava com menos de 1 400 funcionários e as constantes pesquisas de engenharia resultaram na criação e no aperfeiçoamento de novas máquinas de contabilidade, exigidas pelo rápido desenvolvimento industrial. Antes do ano de 1924, aquele pequeno grupo de homens havia aumentado e diversificado muito sua experiência. Os produtos ganharam maior qualidade, surgiram novas máquinas e com elas novos escritórios de vendas e mais vendedores.
Em fevereiro de 1924 a CTR muda seu nome para INTERNATIONAL BUSINESS MACHINES, hoje mundialmente conhecida pelo seu acrônimo, IBM.
No início do século XX, a IBM era a única empresa do mundo que dispunha da tecnologia de cartões perfurados, aplicado em quase todas as áreas que utilizavam máquinas para cadastro, identificação, arquivo e regulação de informações. O equipamento desenvolvido pela IBM foi também utilizado para fins menos nobres durante o período da 2ª Guerra Mundial, quando o Terceiro Reich firmou uma parceria com a empresa para automatizar o sistema de identificação, controle e transferência de prisioneiros, segundo o jornalista Edwin Black no seu livro “Nazi Nexus: America's Corporate Connections to Hitler's Holocaust”, de 2009. Os serviços prestados pela IBM ao governo alemão rendeu o equivalente a US$ 200 milhões. O número de identificação tatuado no braço dos prisioneiros do campo de concentração de Auschwitz relacionava-se ao número de cartão perfurado dos registros da IBM.
Em consequência do constante e rápido desenvolvimento, a International Business Machines Corporation criou em 1949 a IBM World Trade Corporation, uma subsidiária inteiramente independente, cujo objetivo era aumentar vendas, serviços e produção fora dos Estados Unidos.
As fábricas e laboratórios da IBM funcionam em 15 diferentes países. Essas fábricas estão integradas aos laboratórios de desenvolvimento na França, Alemanha, Espanha, Itália, Holanda, Suécia, Inglaterra, Brasil, Argentina, Colômbia, México, Canadá, Austrália e Japão.
A IBM é uma das principais empresas que investe em pesquisa e desenvolvimento mantendo-se na liderança do ranking de publicação de patentes há 16 anos consecutivos - a IBM publicou 4 914 patentes norte-americanas em 2009, estabelecendo um recorde histórico para a "Big Blue", mantendo sua liderança contra competidores como a Samsung (3 611 patentes) e a Microsoft (2 906 patentes).
Nos últimos anos, a IBM transformou completamente seu modelo de negócio. A empresa se desfez de várias atividades que já tinham se transformado em "commodities", como os segmentos de PCs e impressoras, e ampliou os investimentos nas áreas de prestação de serviços, que possuem um superior valor agregado, como consultoria, informação sob demanda e serviços. Em 2005, sua divisão de PCs foi vendida para a empresa chinesa Lenovo.

## IBM Brasil

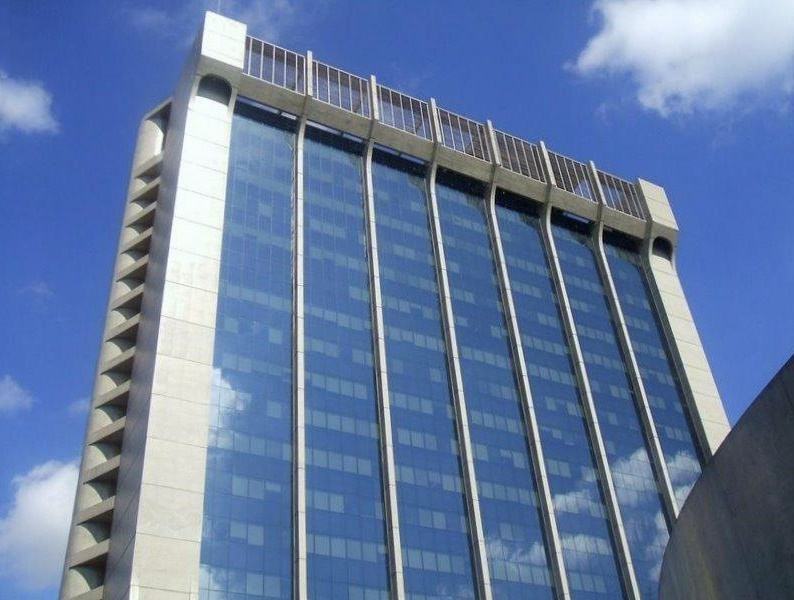
Edifício da empresa em São Paulo, uma das filiais no Brasil

A IBM Brasil (Indústria, Máquinas e Serviços Ltda.) é uma das subsidiárias da IBM World Trade Corporation.
Em 1917, a IBM surgiu no Brasil, ainda funcionando com o nome de Computing, Tabulating & Recording Company (CTR). O Brasil foi o primeiro país do mundo a receber uma filial da IBM. Nesse mesmo ano, foi firmado o primeiro contrato para a prestação de serviços com a Diretoria de Estatística Comercial.

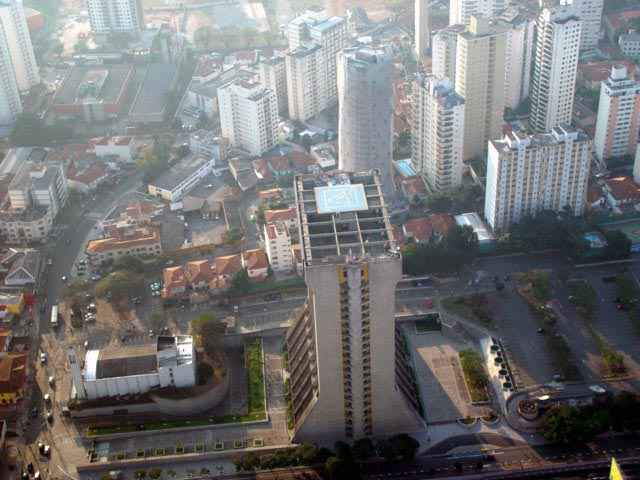
Vista aérea do edifício da empresa em São Paulo, uma das filiais no Brasil

Com os resultados obtidos, o Governo Brasileiro resolveu contratar a CTR para o censo demográfico de 1920. Nesse mesmo ano chegaram ao Brasil as primeiras máquinas impressoras.
O ano de 1924 marcou o estabelecimento definitivo da IBM Brasil.
Presente em mais de 170 países, a IBM opera no modelo de empresa globalmente integrada e emprega 386 mil pessoas em todo o mundo. Em 2008, a empresa atingiu um faturamento global de US$ 103,6 bilhões.
Hoje, o Brasil possui o segundo maior centro de prestação mundial de serviços da IBM. Para poder atender clientes de qualquer lugar do mundo, a IBM Brasil faz parte do que a empresa define como "Global Delivery Model", modelo integrado de prestação de serviços que garante custos competitivos, excelência e padronização de processos.

## Cultura organizacional

### Funcionários
A IBM tem uma das maiores forças de trabalho do mundo, e os funcionários da Big Blue são chamados de "IBMers" nos Estados Unidos ou de IBMistas, no Brasil. A empresa foi pioneira em conceder benefícios aos funcionários nos Estados Unidos como seguro de vida em grupo (1934), treinamento para mulheres (1935), férias remuneradas (1937), e treinamento para pessoas com deficiências (1942).

## Cronologia
- 1925 – Foram feitas as primeiras instalações de relógio autorregulados.
- 1928 – Introduziu no Brasil o cartão de 80 colunas e também os primeiros cursos técnicos.
- 1930 – Iniciou a criação das primeiras filiais nos estados, juntamente com o apoio que a IBM deu ao setor educacional.
- 1933 – Foi contratada pelo governo alemão para serviços que mais tarde seriam usados pela máquina de morte alemã.
- 1939 – Thomas John Watson inaugurou, no Rio de Janeiro, a primeira fábrica IBM na América do Sul, no bairro de Benfica, cidade do Rio de Janeiro.
- 1950 a 1954 – Foram introduzidas as primeiras calculadoras eletrônicas e outros equipamentos que alteraram profundamente os métodos de ensino e de produção.
- 1960 – A IBM lançou o primeiro computador eletrônico IBM: o RAMA 305. Adotou-se a denominação IBM do Brasil, onde a empresa passou a viver a era dos computadores eletrônicos.
- 1961 – Iniciou-se, na fábrica de Benfica, Rio de Janeiro, a montagem dos computadores 1401. Equipamento de maior sucesso na história de processamento de dados.[10]
- 1963 – Inaugurada a filial de Brasília.
- 1964 – Com a demanda do mercado mundial de processamento de dados, iniciou-se a exportação de máquinas perfuradoras e verificadoras e, em 1970, o valor das exportações de produtos DO (Data Processo – produtos na área de computação) e O (Office Productions – produtos orientados para escritórios, como as famosas máquinas de Datilografia IBM), fabricados no Brasil já era superior a 14 milhões de dólares. Surgimento do IBM System/360.
- 1966 – IBM do Brasil assinou com a ABRI o maior contrato de serviços de dados na história da IBM. Lançou-se no mercado brasileiro a máquina de escrever elétrica, IBM 72, foram assinados também os primeiros contratos para os sistemas IBM 1130 e IBM S/360.
- Década de 1970 – Marcada pelo crescimento da informatização no Brasil, introduziu-se o primeiro sistema de teleprocessamento no Bradesco e a instalação do primeiro CPD na Bolsa de Valores onde instalou-se o seu primeiro CPD. O computador IBM, no ano seguinte, é divulgado por todo o país com um veículo ambulante – o Road Show.
- 1971 – Inaugurou-se a fábrica em Sumaré (atualmente Hortolândia), em São Paulo, iniciando-se uma nova fase tecnológica. Em 1972, começa a produção da unidade central de processamento do computador sistema S/370 modelo 145, além das unidades de fitas magnéticas 3420 e controladoras de fitas 3803. Também em Sumaré, começa a produção da família de terminais 3270, em 1973, e a produção das impressoras seriais modelo 3287. A empresa atinge exportações de US$ 54 milhões no ano de 1974.
- 1979 – A empresa coloca o Centro de Suporte a Clientes no Rio, em São Paulo e em Brasília em funcionamento, e inicia a produção da CPU 4341 com capacidade máxima de 16 Bytes e em 1980, os processadores 4331-MG2 e 4341-MG2, além dos discos magnéticos 3370.
- 1981 – Inicia-se a produção das máquinas de escrever elétricas 196 e 196C e a instalação do sistema de correio eletrônico PROFS. A empresa passa então, em 1984, a se chamar IBM Brasil. É criado, no mesmo ano, em São Paulo o Centro de Tecnologia de Software. No ano seguinte, instala-se em Sumaré o Centro de Tecnologia de Hardware.
- 1985 – IBM Brasil faz parceria com a Gerdau, que cria a SI (Gerdau Serviços de Informática), transferindo toda a atividade dos bureaus de serviço da IBM.
- 1987 – A IBM Brasil completa seus 70 anos.
- 1988 – Inicia-se as parcerias de produtos com empresas nacionais, como a Digital, para impressoras e a Contraparte para fabricar unidades de fitas magnéticas.
- 1989 – Começam as parcerias de fabricação com a Coronel para controladoras de terminais e com a DA para os terminais 3276 / 3278 monocromáticos.
- Década de 1990 – IBM faz parceria com a Blecaute, para a fabricação e comercialização do AS/400 e uma associação com a SI, para a produção do PS/2.
- 1994 – IBM assumiu o controle acionário da SI. Neste ano lançou o Ativa, com processador Intel 486 DX4.
- 1995 – Em 1995 a IBM Brasil cria o conceito de trabalho em parceria com empresas nacionais e anuncia o primeiro protocolo de entendimento com a Contraparte, para a produção de fitas magnéticas. Outra parceria, com a Gerdau, cria a SI (Gerdau Serviços de Informática), transferindo toda atividade dos bureaus de serviço da IBM.
- 2007 – A IBM Brasil completa seus 90 anos, com uma apresentação do grupo Banda loop.
- 2009 – A marca IBM é a segunda marca mais valiosa do mundo.
- 2014 – A IBM Brasil assume a gestão da Scopus Tecnologia Ltda., departamento de T.I do Banco Bradesco.
- Foi eleita pelo Reatar Lace to Work Instituto (GP) como uma das cem melhores empresas para se trabalhar no Brasil.[11]
- 2021 – IBM anunciou a aquisição da Envizi, fornecedora de dados e softwares para gerenciamento de desempenho ambiental.[12]

## Executivos

### CEO's IBM Corporate
| Nome                   | Período           |
| ---------------------- | ----------------- |
| Thomas J. Watson       | 1914 - 1956       |
| Thomas Watson, Jr.     | 1956 - 1971       |
| T. Vincent Learson     | 1971 - 1973       |
| Frank T. Cary          | 1973 - 1981       |
| John R. Opel           | 1981 - 1985       |
| John Fellows Akers     | 1985 - 1993       |
| Louis V. Gerstner, Jr. | 1993 - 2002       |
| Samuel J. Palmisano    | 2002 - 2012       |
| Ginni Rometty          | 2012 - 2020       |
| Arvind Krishna         | 2020 - atualmente |

### General Manager Brasil
| Nome                         | Período           |
| ---------------------------- | ----------------- |
| Bruno di Leo                 |                   |
| Rogério de Oliveira          |                   |
| Ricardo Pelegrini            | 2008 - 2012       |
| Rodrigo Kede de Freitas Lima | 2012 - 2015       |
| Marcelo Porto                | 2015 - 2018       |
| Tonny Martins                | 2018 - 2021       |
| Katia Vaskys                 | 2021 - 2022       |
| Marcelo Braga                | 2022 - atualmente |

## Aliança IBM
Em 21 de setembro de 2004 a IBM e a People Soft (que mais tarde foi adquirida pela Oracle) anunciaram — conforme o press release — "a mais importante aliança na história das duas empresas". Esta parceria visava a plataforma de infraestrutura e as soluções empresariais mais abrangentes e integradas do setor. A People Soft padronizaria seus aplicativos líderes de mercado na plataforma líder de middleware da IBM, e as duas empresas passariam a comercializar as soluções conjuntas.

## Logotipos

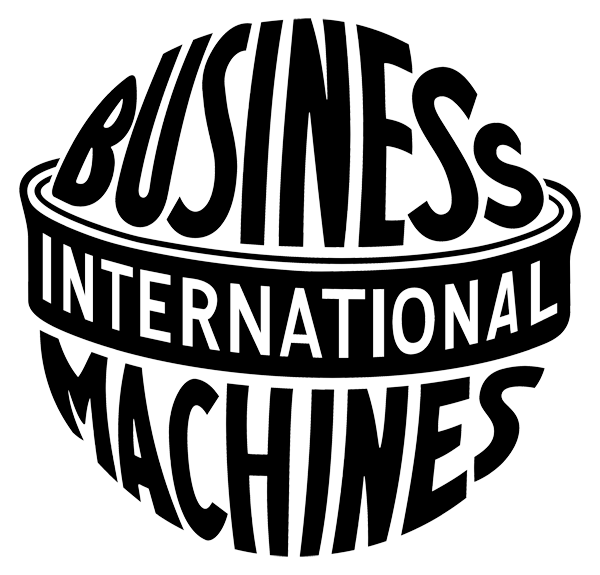
O logotipo que foi usado entre 1924-1946. O logotipo está em um formato para sugerir um globo, cercado pela palavra "Internacional".
O logotipo que foi usado entre 1947-1956. O "globo" foi substituído simplesmente pelas letras "IBM".[15]
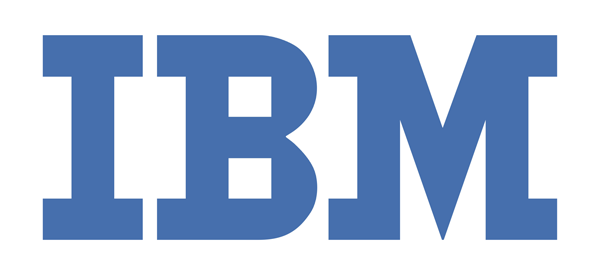
O logotipo que foi usado entre 1956-1972. A IBM disse que as letras assumiram uma aparência mais sólida e balanceada.
O logotipo listrado foi usado pela primeira vez em 1967 e substituiu o logotipo de aparência mais sólida em 1972. As listras horizontais, sugerem "velocidade e dinamismo".[17]

O logo atual de oito barras foi projetado em 1972 pelo designer gráfico Paul Rand.